# Johannes Cocceius

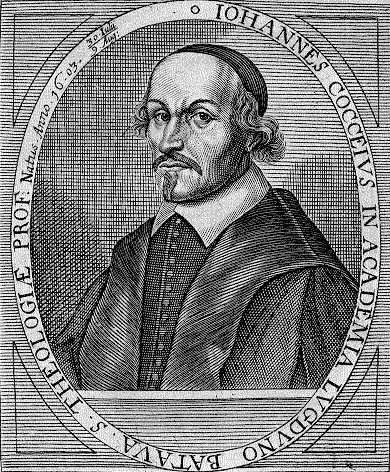
Johannes Cocceius

Johannes Cocceius (ur. 9 sierpnia 1603 w Bremie, zm. 5 listopada 1669 w Lejdzie) – holenderski teolog reformowany i hebraista.
Twórca wpływowej szkoły teologicznej w Kościele reformowanym, łączącą racjonalistyczną postawę z wiarą reformowaną. Bronił zasady zwierzchności władzy cywilnej nad Kościołem.
Jego uczniem był Polak Daniel Kałaj.

## Dzieła
- Duo Tituli thalmudici Sanhedrin et Maccoth (1629);
- Summa doctrinæ de fœdere et testamento Dei;
- Summa theologiæ ex sacris scripturis repetita (1662);
- Lexicon et commentarius sermonis hebraici et chaldaici (1669)

## Literatura
- Heiner Faulenbach: Coccejus, Johannes. In: Theologische Realenzyklopädie 8 (1981), s. 132-140.
- Reinhard Breymayer: Auktionskataloge deutscher Pietistenbibliotheken. Die beiden neuentdeckten Auktionskataloge für die Privatbibliothek des Vorpietisten Johannes Coccejus, des bedeutendsten reformierten Theologen des 17. Jahrhunderts. [...] In: Bücherkataloge als buchgeschichtliche Quellen in der frühen Neuzeit. Ed. by Reinhard Wittmann. Harrassowitz, Wiesbaden 1985 (Wolfenbütteler Schriften zur Geschichte des Buchwesens, vol. 10), s. 113-208.